# Мирабела Имбакари
Мирабела Имбакари (итал. Mirabella Imbaccari) је насеље у Италији у округу Катанија, региону Сицилија.
Према процени из 2011. у насељу је живело 5085 становника. Насеље се налази на надморској висини од 482 м.

## Становништво
Према резултатима пописа становништва 2011. у општини је живело 5.191 становника.
| 1951. | 1961. | 1971. | 1981. | 1991. | 2001. | 2011. |
| ----- | ----- | ----- | ----- | ----- | ----- | ----- |
| 8.633 | 8.693 | 8.824 | 9.143 | 9.434 | 6.331 | 5.191 |